# Bezirk Meilen
Bezirk Meilen är ett av de tolv distrikten i kantonen Zürich i Schweiz. 

## Indelning
Distriktet ligger på östra sidan av Zürichsjön och består av 11 kommuner:
- Erlenbach
- Herrliberg
- Hombrechtikon
- Küsnacht
- Meilen
- Männedorf
- Oetwil am See
- Stäfa
- Uetikon am See
- Zollikon
- Zumikon